# Arthur Wellesley Gray
Pour les articles homonymes, voir Arthur Gray et Gray.
Arthur Wellesley Gray (surnommé Wells Gray) (1876-7 mai 1944) est un homme politique canadien de la Colombie-Britannique. Il est député provincial libéral de la circonscription britanno-colombienne de New Westminster d'une élection partielle en 1927 à 1944.

## Biographie
Né à New Westminster en Colombie-Britannique, Gray entame une carrière publique en siégeant comme conseiller municipal de New Westminster à l'âge de 30 ans. Il devient maire à 36 ans de 1913 à 1916 et à nouveau de 1927 à 1930.
Élu sur la scène provinciale en 1927, il entre au cabinet à titre de ministre des Terres dans le gouvernement de Duff Pattullo et se vois ajouter le poste de ministre des Affaires municipales dans le gouvernement de coalition en 1941.
En 1938, avec le chef forestier Ernest Calalway Manning, Gray contribue à la création du parc provincial et aire protégée Tweedsmuir North dans la chaîne Côtière et qui demeurera le plus grand parc de la province jusqu'en 1993. En 1939, un parc est proposé pour le drainage de la rivière Clearwater (en) et le parc sera éventuellement nommé parc provincial Wells Gray en son honneur. Un autre parc est prévu dans la chaîne des Cascades et sera nommé parc provincial E. C. Manning pour honorer Manning, décédé dans un accident d'avion en 1941.

## Décès
Gray meurt subitement d'une crise cardiaque à Victoria en mai 1944. Royal Maitland, un collègue ministre, décrit Gray comme  Aucun homme n'a jamais eu un plus grand intérêt pour sa propre ville qu'il n'en avait pour New Westminster et partout où vous regardez dans la Cité Royale, vous voyez un monument à quelque chose qu'il y a accompli. Un homme calme et adorable, il manquera beaucoup aux milliers de personnes qui l'ont connu (No man ever had a greater interest in his own town than he had in New Westminster and everywhere you look in the Royal City you see a monument to something he has accomplished there. A quiet lovable man, he will be greatly missed by the thousands who knew him).